# Ein Menschenschicksal (Film)
Ein Menschenschicksal ist ein sowjetischer Spielfilm von Sergei Bondartschuk aus dem Jahr 1959 nach der gleichnamigen Erzählung des späteren Literatur-Nobelpreisträgers Michail Scholochow. Er war das Regiedebüt Bondartschuks. Auf dem Filmfestival in Moskau erhielt er hierfür den Großen Preis.

## Handlung
Nach dem Beginn des Angriffs Deutschlands auf die Sowjetunion muss der Zimmermann Andrei Sokolow Abschied von seiner Familie nehmen. Er wird in den ersten Kriegsmonaten verwundet und gerät in Gefangenschaft. Er überlebt zwei Jahre Konzentrationslager und kann schließlich mit Geheimpapieren hinter die Frontlinie fliehen, die er an die Rote Armee aushändigt. In einem kurzen Heimaturlaub muss er feststellen, dass seine Frau und die beiden Töchter bei einem Bombenangriff ums Leben gekommen sind. Nur sein Sohn, inzwischen ein junger Offizier, ist ihm geblieben. Wieder an die Front zurückgekehrt, erlebt er unbeschadet das Ende des Krieges. Auf der Siegesfeier seiner Einheit erhält er die Nachricht, dass sein Sohn am letzten Tage des Krieges gefallen ist, durch die Kugel eines deutschen Scharfschützen.
Seelisch zerbrochen bestattet er seinen Sohn in der fremden deutschen Erde.
Als er nach dem Krieg einsam und allein an einem fremden Ort arbeitet, lernt er den kleinen Waisenjungen Wanja kennen, dessen Mutter tot und dessen Vater gefallen ist. Sokolow gibt sich als sein Vater aus, um dem Jungen und sich selbst eine Perspektive zu geben.
Sokolow verkörpert mit seinem Mut, seiner Tapferkeit und unbeugsamen Kraft, aber auch seiner Liebe und Menschlichkeit das Ideal des sowjetischen Menschen und wird damit zur Identifikationsfigur einer ganzen Generation.

## Veröffentlichung
Ein Menschenschicksal wurde am 6. November 1959 erstmals in der DDR im Kino aufgeführt und lief am 8. Mai 1960 zum ersten Mal im DFF 1.

## Auszeichnungen
- Großer Preis auf dem Internationalen Filmfestival Moskau 1959
- Großer Preis auf dem X. Internationalen Filmfestival der Tschechoslowakei
- Großer Preis auf dem Filmfestival  Minsk 1960.
- Hauptpreis „Kristallvase“
- Preise auf dem Internationalen Filmfestival Melbourne, Sydney und Canberra
- Preis auf dem XII. Internationalen Filmfestival Karlovy Vary 1970,
- Preis auf dem Internationalen Filmfestival in Georgetown 1976